# 日本の高等学校設立年表
日本の高等学校設立年表（にほんのこうとうがっこうせつりつねんぴょう）は、旧制度の下で設立された教育機関（藩校、旧制中等教育学校など）のうち、現存する新制高等学校の前身となっている学校の設立年表。

## 概要
昭和時代に入ってから旧制中等教育学校として設立され、学制改革により新制高等学校へ移行した学校の数は膨大であるため、大正時代までに設立され、戦後新制高等学校へ移行した学校のみを記載する。昭和時代に設立されたものを含む旧制中等教育学校全般については、旧制中等教育学校の一覧を参照のこと。
凡例
- 現存する高等学校の前身となった教育機関（藩校、旧制中学校、高等女学校、実業学校、補習学校など）の設立年（月日）により配置。
- 現存校の前身となった教育機関が複数ある場合には、前身ごとに掲載。
- 開校日または設立認可年月日により配置。開校日は「開校」、設立認可年月日は「設立認可」、いずれか不明の場合には「設立」と記載。授業開始日等も明らかな場合には記載。
- 改称は、特に重要なものに限って記載する。例えば、著名な校名への改称、藩校・私塾等から近代学校制度に基づく学校（尋常中学校など）となった場合の改称、私立・町村立から道府県立へ移管された場合の改称、現存する学校の直接の前身となった学校への改称など。
- 設立年月日と創立記念日が異なるなど、特に再掲する場合には冒頭に「*」を付する。

記載例
- 18○○年（明治○○年）
  - ○月○日 - 実業家・○○が私塾として○○を設立。19○○年（明治○○年）、県への移管により○○県立○○中学校と改称。19○○年（昭和○○年）、○○県立○○女子高等学校（旧：○○県立○○高等女学校）と統合（現：○○県立○○高等学校）。

## 明治時代より前
- 1556年（弘治2年）
  - 身延山久遠寺14世法主日鏡が引退後、学僧に向けて善学院を開く。1604年（慶長9年）、日遠により「西谷檀林」に改まり、1874年（明治7年）に「身延檀林」となる（現：身延山高等学校）。
- 1592年（文禄元年）
  - 江戸神田台に曹洞宗吉祥寺の学寮（後に旃檀林と改称、駒澤大学の母体）を創設。1902年（明治35年）曹洞宗第一中学林、1924年（大正13年）世田谷中学と改称（現：世田谷学園中学校・高等学校）。
- 1618年（元和4年）
  - 7月上杉景勝家老直江兼続が禅林寺（現：法泉寺と文殊堂）に米沢藩の学問所禅林文庫を創設。上杉綱憲がこれを藩校とし、後に上杉鷹山が興譲館と命名（現：山形県立米沢興譲館高等学校）。
- 1664年（寛文4年）
  - 7月会津藩が肥前出身の岡田如黙を校長として稽古堂を開校。1799年（寛政11年）4月7日、5代藩主松平容頌の時に藩校日新館となる。1882年（明治15年）私立日新館、1890年（明治23年）私立会津中学校、県へ移管され福島県立会津中学校と改称（現：福島県立会津高等学校）。
- 1668年（寛文8年）
  - 岡山藩藩主池田光政が木谷村延原（現：備前市閑谷）など藩内123箇所に郡中手習所を設置。1675年（延宝3年）に手習所を1箇所に統合して閑谷学校となり、一時期中絶するものの1884年（明治17年）に閑谷黌として再開して1921年（大正10年）に岡山県立閑谷中学校（現：岡山県立和気閑谷高等学校の前身）。
なお、これとは別に1666年（寛文6年）には藩校として仮学館が設置されている（現：岡山県立岡山朝日高等学校）。
- 1670年（寛文10年）
  - 大村藩が藩校として集義館を設立。後に五教館と改称（現：長崎県立大村高等学校）。
- 1682年（天和2年）
  - 了翁道覚、上野不忍池畔の勧学寮（1672年落慶）にて学問を講じる（勧学講院）。勧学講院は1873年（明治6年）に天台宗東部総黌となり、天台宗東部大中総黌を経て1904年（明治37年）に天台宗中学（現：駒込中学校・高等学校）と天台宗大学校（現：大正大学の前身校）に分立。
- 1718年（享保3年）
  - 長州藩の6代藩主・毛利吉元が、藩校として明倫館を設立（現：山口県立萩高等学校）。
- 1725年（享保10年）
  - 広島藩が藩校としてを講学所を設立。後に講学館、学問所、修道館と改称（現：修道中学校・修道高等学校）。
- 1752年（宝暦2年）
  - 三河吉田藩が藩校として時習館を設立。1895年（明治28年）5月、豊橋町立豊橋尋常中学時習館と改称（現：愛知県立時習館高等学校）。
- 1757年（宝暦7年）
  - 鳥取藩学館（尚徳館）が開館。廃藩置県後の1873年（明治7年）10月28日に第四大学区十五番変則中学校となり、鳥取県中学校・鳥取県立鳥取中学校などを経て1922年（大正11年）4月1日に鳥取県立鳥取第一中学校（現：鳥取県立鳥取西高等学校）。
- 1758年（宝暦8年）
  - 小倉藩が藩校として思永斎を設立（現：福岡県立育徳館中学校・高等学校）。
- 1781年（天明元年）
  - 佐賀藩が藩校として弘道館を設立。学制改革で一旦廃校。1876年（明治9年）、同地に佐賀変則中学校を開校（現：佐賀県立佐賀西高等学校）。
- 1783年（天明3年）
  - 尾張藩が藩校として明倫堂を設立。1899年（明治32年）、私立明倫中学校が設立認可される。1919年（大正8年）、県へ移管され愛知県立明倫中学校と改称。1948年（昭和23年）10月、愛知県立第一女子高等学校（旧：愛知県立高等女学校）と統合（現：愛知県立明和高等学校）。
  - 2月6日 - 久留米藩が藩校として学問所を設立。後に明善堂と改称（現：福岡県立明善高等学校）。
- 1784年（天明4年）
  - 2月6日 - 福岡藩が藩校として修猷館を設立。1885年（明治18年）9月10日、県令に基づいて福岡県立修猷館を開館（現：福岡県立修猷館高等学校）。
- 1792年（寛政4年）
  - 3月20日 - 佐倉藩が藩校として佐倉藩学問所を設立（現：千葉県立佐倉高等学校）。
  - 長府藩が藩校として敬業館を設立。1875年（明治8年）に豊浦学舎となり、1880年（明治13年）に山口県に移管（現：山口県立豊浦高等学校）。
- 1796年（寛政8年）
  - 幕府直轄領化された甲斐国に常在した甲府勤番によって甲府勤番子弟の教育を目的に甲府学問所（のちの徽典館）を設置（現：山梨県立甲府第一高等学校）。
- 1798年（寛政10年）
  - 尚温王が国学を創立（現：沖縄県立首里高等学校）。
  - 彦根藩が藩校稽古館を創立。弘道館、文武館、学館、学校と変遷（現：滋賀県立彦根東高等学校）。
- 1805年（文化2年）
  - 松山藩が藩校として興徳館を設立。1828年（文政11年）2月3日明教館と改称。1878年（明治11年）6月15日、愛媛県松山中学校と改称（現：愛媛県立松山東高等学校）。
- 1816年（文化12年）
  - 儒学者・上田鳳陽が私塾として山口講堂を設立。後に山口明倫館と改称して、長州藩の藩校となる（現：山口県立山口高等学校）。
- 1822年（文政5年）
  - 小田原藩が藩校として集成館を設立。一旦廃校の後、1900年（明治33年）、新たに神奈川県第二中学校を設立（現：神奈川県立小田原高等学校）。
- 1824年（文政7年）
  - 柳河藩が藩校として伝習館を設立（現：福岡県立伝習館高等学校）。
- 1841年（天保12年）
  - 水戸藩が藩校として弘道館を設立。後身である水戸学院を引き継いで、1927年（昭和2年）に飯村丈三郎が財団法人茨城中学校を設立（現：茨城中学校・高等学校）。
- 1847年（弘化4年）
  - 5月10日 - 吉川藩が藩校として養老館を設立。1880年（明治13年）8月15日、養老館に岩国中学を設立。1949年（昭和24年）4月21日、山口県立岩国第一女子高等学校と統合して山口県立岩国西高等学校となる（現：山口県立岩国高等学校）。
- 1852年（嘉永5年）
  - 実業家・浜口梧陵らが、私塾として耐久社を設立（現：和歌山県立耐久高等学校）。
- 1855年（安政2年）
  - 福井藩が藩校として明道館を設立（後に明新館と改称）。1873年（明治6年）、福井私立福井中学と改称（現：福井県立藤島高等学校）。
- 1858年（安政5年）
  - 福澤諭吉が江戸築地鉄砲洲に蘭学塾を開き、1868年（慶応4年）に芝新銭痤への移転を機に慶應義塾と命名。1890年（明治23年）に大学部と普通部に改組され、1905年（明治38年）に商工学校を設置（現：中等部・高等学校）。
  - 長崎奉行所が英語学習者を一般に募集し、長崎英語伝習所が発足。その後官立となって長崎英語学校となるも、財政難から1878年（明治11年）に長崎県立長崎中学校へ改組。1882年（明治15年）に長崎県立長崎外国語学校に改称し、県立長崎商業学校を経て1901年（明治34年）に長崎市へ移管（現：長崎市立長崎商業高等学校）。
- 1863年（文久3年）
  - 米国長老派教会の宣教医ジェームス・カーティス・ヘボンによるヘボン塾が横浜にて開かれる（現：明治学院高等学校）ヘボンと同時期に来日した米国オランダ改革派教会のS.R.ブラウンは、キリスト教神学を学ぶためのブラウン塾をひらき、ヘボン塾とブラウン塾は、やがて教派を超えて協力体制を築き、東京・築地に拠点を移して「東京一致英和学校」と「東京一致神学校」さらに両者が合併し、1887年、現在の地に移転して「明治学院」となる。
- 1864年（元治元年）
  - 孝明天皇の勅許により、儒官・中沼了三が私塾として文武館を設立（現：奈良県立十津川高等学校）。

## 明治時代
- 1868年（明治元年）
  - 知恩院山内に仏教講究の機関を設置（1870年に仮勧学所）。1879年（明治10年）に浄土宗総本山宗学校となり、1898年（明治31年）に浄土宗専門学院（現：佛教大学、一部は大正大学に統合）と第五教区宗学教校に分割。宗学教校は1912年（大正2年）に東山中学校となる（現：東山中学校・高等学校）。
- 1870年（明治3年）
  - ジェームス・カーティス・ヘボンの医院にて米国改革派教会のメアリー・キダーが女子教育を開始、1875年（明治8年）にアイザック・フェリス・セミナリー（フェリス和英女学校）となる（現：フェリス女学院中学校・高等学校）。
  - 6月 - 名古屋藩が藩立洋学校を開校。1896年（明治29年）、愛知県尋常中学校と改称（現：愛知県立旭丘高等学校）。
  - 12月7日 - 二条城北の旧所司代邸上中屋敷にて京都府中学校が開校。一旦廃校するものの再度設置され、1918年に京都府立京都第一中学校になる（現：京都府立洛北高等学校・附属中学校）
- 1871年（明治4年）
  - 小石川造兵司頭・佐野鼎が神田淡路町に共立学校を設立（現：開成中学校・高等学校）。
  - 大坂で順天堂塾（1834年開塾）を開いていた福田理軒が神田猿楽町に移り、順天求合社と改称。1894年（明治27年）に尋常中学順天求合社となる（現：順天中学校・高等学校）。
  - 8月28日 - ジェームズ・バラの旧宅で米国婦人一致外国伝道協会の女性宣教師がアメリカン・ミッション・ホームを開設（現：横浜共立学園中学校・高等学校）。
- 1872年（明治5年）
  - 学制（明治5年太政官布告第214号）を公布する。
  - 数学者・上野清が上野塾を開く。東京数理学校を経て1890年（明治23年）に東京数学院、1893年（明治26年）には東京数学院に尋常中等部を設置した（現：東京高等学校）。また1894年（明治27年）には仙台市に宮城分院（現：東北高等学校）を、1922年（大正11年）には東京実業学校（現：東京実業高等学校）を設立している。
  - 6月 - ベルナール・プティジャン司教の呼び掛けで幼きイエス会のマザー・マチルドらが来日。山手居留地で児童養護施設・仁慈堂を開設し、孤児などを養育の傍ら教育を施す。1900年（明治33年）には一般子女向けの教育施設として横浜紅蘭女学校を併設（現：横浜雙葉中学校・高等学校）。
  - 10月 - 護国寺に真言宗宗学林設置。1887年（明治20年）に真言宗新義派中学林・大学林（現：大正大学の前身校の一つ）となり、1903年（明治36年）に中学林が豊山中学校として認可（現：日本大学豊山中学校・高等学校）。
  - 11月23日 - 柏崎県の大参事・三島億二郎らが長岡洋学校を設立。1900年（明治33年）4月1日、新潟県立長岡中学校と改称（現：新潟県立長岡高等学校）。
- 1873年（明治6年）
  - 1月6日 - 延岡藩の藩校跡地に、延岡社学を開校（同月22日、亮天社と改称）。（現：宮崎県立延岡高等学校）。
  - 2月 - 尾張藩支庁跡地に、仮中学を設立（後に遷喬館と改称）。1877年（明治10年）、岐阜県第一中学と改称（現：岐阜県立岐阜高等学校）。
  - 3月 - 足柄県の県令・柏木忠俊が韮山支庁下に仮研究所を設立（現：静岡県立韮山高等学校）。
  - 4月 - 大阪府が欧学校を設立。1877年（明治10年）8月29日、進級学校と統合して大阪府第一番中学校となる。1902年（明治35年）4月、堂島中学校を大阪府立北野中学校と改称（現：大阪府立北野高等学校）。
  - 4月 - 船木女児小学を設立（現：山口県立厚狭高等学校）。
  - 8月 - 旧土佐藩主・山内豊範が、東京日本橋箱崎町の邸内に海南私塾を設立。1888年（明治21年）9月、高知県尋常中学海南学校と改称（現：高知県立高知小津高等学校）。
  - 9月1日 - 洋学校を設立（現：秋田県立秋田高等学校）。
- 1874年（明治7年）
  - 5月
    - 旧：高田藩の藩校・修道館を前身として、公立新潟学校第四分校を開校（現：新潟県立高田高等学校）。
    - 堺市開口神社内に女紅場を設立。1900年（明治33年）4月1日、堺市立堺高等女学校と改称（現：大阪府立泉陽高等学校）。
- 1875年（明治8年）
  - 跡見花蹊、神田猿楽町に跡見学校を開設。1944年（昭和19年）に跡見高等女学校となる（現：跡見学園中学校・高等学校）。
  - 東本願寺によって京都府下小教校が開校、大谷尋常中学校などを経て1923年に真宗京都中学大谷中学校となり一般にも門戸を開く（現：大谷中学校・高等学校）。
  - 名東県師範学校附属変則中学校が設立認可される（現：徳島県立城南高等学校）。
  - 7月 - 第16中学区予科学校を設立。1884年（明治17年）9月、長野県立長野中学校上田支校と改称。1886年（明治19年）7月、長野県尋常中学校上田支校と改称（現：長野県上田高等学校）。
  - 10月 - 栃木町に栃木女学校として創設（現：栃木県立宇都宮女子高等学校）。
- 1876年（明治9年）
  - 浄土真宗本願寺派寺院子弟の教育を目的として滋賀県犬上郡彦根町に金亀教校創設。1902年（明治35年）仏教第三中学校に改称し、1909年（明治41年）に京都市へ移転（現：龍谷大学付属平安中学校・高等学校）。
  - 「篠山中年学舎」を興した1876年（明治9年）としている。但し公式サイトの沿革にあるように、これは一旦公立に移管されたものの中学校設備規則発布により廃校の危機に直面したが、旧藩主の青山家当主青山忠誠はこれを遺憾とし、基金を募り、私財をも投じて「私立鳳鳴義塾」と改称し中学校教育を維持した。兵庫県内で一番歴史のある高校。(現:兵庫県立篠山鳳鳴高等学校)
  - 3月2日 - 長崎県が小学校卒業者対象として長崎県準中学校を設置。1878年（明治11年）に廃校となった長崎英語学校跡地に移転して長崎県立長崎中学校に改称。1882年（明治15年）に長崎外国語学校となるものの、1884年（明治17年）に外国語学校に併設して県立長崎中学校を設置。学制改革を経て、1948年（昭和23年）に県立長崎女子高、県立瓊浦高、市立女子高との統合・再編で長崎県立長崎西高等学校。
  - 5月 - 名古屋大須二町目の大光院に曹洞宗専門支校創設、1902年に曹洞宗第三中学林となり1925年に愛知中学校（現：愛知中学校・高等学校）。
  - 7月10日 - 第17番中学変則学校を設立。1884年（明治17年）9月、長野県中学校松本支校と改称（現：長野県松本深志高等学校）。
- 1877年（明治10年）
  - 9月 - 前橋市曲輪町に第17番中学利根川学校を設立（現：群馬県立前橋高等学校）。
- 1878年（明治11年）
  - 梅本町公会および浪花公会の有志がアメリカン・ボードの協力を得て大阪府第3区土佐堀裏町に梅花女学校を開校。1913年（大正2年）に梅花高等女学校となる（現：梅花中学校・高等学校）。
  - 1月 - 兵庫県が、福沢諭吉に実務を任せる形で神戸商業講習所を設立。一時期農商務省や文部省の運営となるものの、1886年（明治19年）に兵庫県立商業学校となる（現：兵庫県立神戸商業高等学校）。
  - 2月 - 吉敷郡山口町の瑠璃光寺内に曹洞宗山口専門学支校が開校。曹洞宗第十六中学林→第四中学林を経て1906年（明治39年）に宗門子弟以外にも入学の門戸を開放。1928年（昭和3年）に多々良中学校（現：高川学園中学校・高等学校）。
  - 6月13日 - 六郡組合立姫路中学校が設立認可され、同年8月8日に開校。1887年（明治20年）4月1日、兵庫県尋常中学校と改称（現：兵庫県立姫路西高等学校）。
  - 8月 - 千葉県師範学校構内（現NHK千葉支局敷地）に千葉中学校を設立（現：千葉県立千葉中学校・高等学校）。
  - 8月7日 - 英国国教会系の東洋女子教育協会の宣教師メアリー・J・オクスラドが川口居留地に女学校を開設した旨の広告が大阪日報に掲載。1879年（明治12年）に女学校は永生女学校と公称し、1890年（明治23年）に普溜（）女学校となる（現：プール学院中学校・高等学校）。
  - 9月2日 - 静岡師範学校内に中等課を設立。1887年（明治20年）、静岡県尋常中学校と改称（現：静岡県立静岡高等学校）。
  - 8月12日 - 茨城師範学校の予備学校が設置布達される（現：茨城県立水戸第一高等学校・附属中学校）。
  - 9月26日 - 東京府本郷区に東京府第一中学を設立（現：東京都立日比谷高等学校）。
- 1879年（明治12年）
  - 2月13日 - 栃木県師範学校から付属予備学校を分離して、栃木中学校を設立（現：栃木県立宇都宮高等学校）。
  - 3月1日 - 和歌山中学校を開校（現：和歌山県立桐蔭高等学校）。
  - 9月 教育令（明治12年太政官布告第40号）を公布。
  - 12月 - 佐々友房らが熊本市高田原相撲町に同心学舎を設立する。1899年（明治32年）1月、熊本県中学済々黌と改称（現：熊本県立済々黌高等学校）。
  - 12月10日 - 公立岩手中学校が設立認可され、翌1880年（明治13年）5月13日に開校（現：岩手県立盛岡第一高等学校）。
- 1880年（明治13年）
  - 旧：津藩の藩校・有造館の跡地に津中学校を開校。1899年（明治32年）、三重県第一中学校と改称。1948年（昭和23年）、三重県立高等女学校と統合して三重県津高等学校を設立（現：三重県立津高等学校）。
  - 福沢諭吉の高弟に当たる矢野文雄が慶應義塾医学所跡に三田予備校を開設。1899年（明治32年）には錦城中学校と改称（現：錦城高等学校）し、1907年（明治40年）には錦城商業学校を併設（現：錦城学園高等学校）。
  - 5月 - 兵庫県の加東・美嚢・多可・加古・明石の5郡連合で公立小野中学校が設立。明治18年に公立姫路中学校との統合で一度廃校になるが、明治35年4月1日に兵庫県立小野中学校として開校する（現：兵庫県立小野高等学校）。
  - 7月 - 浜田中学を設立。一旦廃止された後、1891年（明治24年）、同地に那賀郡町村組合石見学校を設立。1893年（明治26年）4月1日、県への移管により島根県第二尋常中学枚と改称（現：島根県立浜田高等学校）。
  - 11月 - 大阪商法会議所の五代友厚会頭が中心となって大阪商業講習所を設立。翌1881年（明治14年）に大阪府へ移管され、1885年（明治18年）に大阪商業学校を設置。1889年（明治24年）に大阪市立となり、1901年（明治36年）に市立大阪高等商業学校が成立（大阪商科大学を経て大阪市立大学に）。1912年（明治45年）に附属甲種商業科が大阪市立大阪甲種商業学校として独立した（学制改革で大阪市立天王寺商業高等学校、現：大阪府立大阪ビジネスフロンティア高等学校）。
  - 平戸藩主が学問所として 猶興書院を設立（現：長崎県立猶興館高等学校）。
  - 12月 教育令改正（明治13年太政官布告第59号）を公布。
- 1881年（明治14年）
  - 洋裁の技能教育を目的として渡辺辰五郎が本郷区湯島に和洋裁縫伝習所を開設。1892年（明治25年）に東京裁縫女学校に改称（現：東京家政大学附属女子中学校・高等学校）し、1906年（明治39年）には師範科を開設（現：東京家政大学の前身）。
  - 東寺に真言宗総黌を設置。1917年に真言宗京都中学となり1926年に東寺中学校と改称、学制改革を経て東寺高等学校（現：洛南高等学校・附属中学校）
  - 9月1日 - 公立久米河村農学校を設立（現：鳥取県立倉吉農業高等学校）。
- 1882年（明治15年）
  - 横浜貿易商組合の小野光景らが中心となって神奈川県横浜商法学校を設立。1917年（大正6年）に横浜市に移管されて横浜市立商業学校（現：横浜市立横浜商業高等学校）となり、1924年（大正13年）には専攻科を増設（横浜市立商業専門学校の母体であると共に横浜市立大学の前身校の一つ）。
  - 7月10日 - 女子師範学校予科を母体として附属高等女学校が設置される（現：お茶の水女子大学附属中学校・高等学校）。
  - 9月25日 - メソジストの牧師である小林光泰らによる東洋英和女学校の設立を認可（現：東洋英和女学院中学部・高等部）。カナダ・メソジスト教会のマーサ・カートメルが初代校長に就任。
- 1883年（明治16年）
  - 上水内中学校を開校。1886年（明治19年）、長野県尋常中学校を設立（現：長野県長野高等学校）。
  - 安藤令三郎が博約義塾を創立。1916年（大正5年）に博約鉄道学校に改組して1925年（大正14年）に鹿児島鉄道学校と改称（現：樟南高等学校）。
  - 11月 - 北越興商会付属新潟商業学校を設立（現：新潟県立新潟商業高等学校）。
  - 獨逸学協会の事業として獨逸学協会学校が創立（現：獨協中学校・高等学校）。
- 1884年（明治17年）
  - 山形県中学校を設立（現：山形県立山形東高等学校）。
  - 6月 - 愛知県名古屋商業学校を設立（現：名古屋市立名古屋商業高等学校）。
  - 7月12日 - 福島県福島中学校が設置布達され、同年9月11日に授業開始（現：福島県立安積高等学校）。
  - 8月20日 - 青森県中学校を設立し、同年10月6日に開校式を挙行（現：青森県立弘前高等学校）。
  - 10月 - 赤間関商業講習所を設立（現：下関市立下関商業高等学校）。
  - 11月 - 私塾金沢女学校開設。翌1885年（明治18年）設置認可。（現：北陸学院中学校・高等学校）。
  - 12月 - 鹿児島城跡に鹿児島県立中学造士館設立。旧藩主島津忠義の造士館復興の提案を受け、県立鹿児島中学（1878年7月設立）と公立鹿児島学校（1881年9月設立）の統合という形での開校。鹿児島県第二中学校の前身となる（現：鹿児島県立甲南高等学校）。
- 1885年（明治18年）
  - 船田兵吾、下野英学校を開校。1895年（明治28年）に私立尋常中学作新館・1899年（明治32年）に私立下野中学校となり、1941年（昭和16年）に作新館高等女学校を併設（現：作新学院高等学校）。
  - 政教社の杉浦重剛が大学予備門志望者のために東京英語学校を設立、1892年（明治25年）に日本中学校となる（現：日本学園中学校・高等学校）。
  - 富山県中学校を開校（現：富山県立富山高等学校）。
  - 1月15日 - 陸軍幼年学校・士官学校志望者のための予備校として文武講習館が開館。翌年成城学校と改称。1917年（大正6年）に成城中学校（現：成城中学校・高等学校）となり、同時に小学校も併設。1922年（大正11年）には成城第二中学校が開校、1926年（大正15年）には7年制高等学校の成城高等学校となる。1927年には成城高等学校の姉妹校として高等女学校も併設され、学制改革で成城高と成城高女は成城大学と成城学園中学校・高等学校に改組。
  - 3月15日 - 大津和多理、北海英語学校を創立。1901年（明治34年）に中学部を併設し、1905年（明治38年）に私立北海中学校（現：北海高等学校）。1920年（大正9年）には札幌商業学校も併設（現：北海学園札幌高等学校）。
  - 4月18日 - 西本願寺、東京に普通教校を創立。1900年（明治33年）に模範仏教中学と改称し、第一仏教中学を経て1906年（明治39年）に西本願寺から独立して高輪中学校に（現：高輪中学校・高等学校）。
  - 6月5日 - 大分中学校を開校。1948年（昭和23年）4月1日、第一高等女学校、第二高等女学校、碩南中学校と統廃合し、新たに大分県立大分第一高等学校を設立（現：大分県立大分上野丘高等学校）。
  - 8月 教育令改正（明治18年太政官布告第23号）を公布。
  - 11月 - 長崎区が公立商業学校を設立。翌年長崎外国語学校と統合し長崎県立長崎商業学校、1901年（明治34年）に長崎市へ移管（現：長崎市立長崎商業高等学校）。
- 1886年（明治19年）
  - 中学校令（明治19年勅令第15号）を公布。一府県一中学校を規定したため、全国の第二中学、分校を廃止する。
  - 伊勢崎織物業組合立染織講習所が開所。日露戦争による県費削減で1906年（明治39年）に閉鎖されるが、1910年（明治43年）に群馬県立工業学校として復活（現：群馬県立伊勢崎工業高等学校）。
  - 米国北部バプテスト派のシャーロット・ブラウン（ネイサン・ブラウン夫人）が山手居留地の私邸にて英和女学校を開設（現：捜真女学校中学部・高等学部）。
  - 大阪府師範学校女学科より独立し、大阪府女学校を設立（現：大阪府立大手前高等学校）。
  - 1月21日 - 東京商業学校に附設商工徒弟講習所（職工科）が設置される。講習所は1890年（明治23年）に東京職工学校附属となり東京職工学校附属職工徒弟学校、1924年（大正13年）に東京高等工芸学校へ移管されて東京高等工芸学校附属工芸実修学校（現：東京工業大学附属科学技術高等学校）。
  - 5月
    - 神奈川県庁の許可を得て、三郡共立学校を開校（現：神奈川県立平塚農業高等学校、神奈川県立秦野高等学校）。
    - 滋賀県商業学校を設立（現：滋賀県立八幡商業高等学校）

  - 5月1日
    - 京都府商業学校を設立（現：京都市立西京高等学校）。
    - 廃寺となった興山寺の跡地（現金剛峯寺別・奥殿）に古義大学林に併置して古義真言宗尋常中学林を創立（現：高野山高等学校）。

  - 9月17日 - 函館商業高等学校を開校（現：北海道函館商業高等学校）。
  - 11月 - 私立埼玉英和学校を設立（現：埼玉県立不動岡高等学校）。
- 1887年（明治20年）
  - 増上寺を母体として浄土宗東京支校創設、1906年（明治39年）から宗門外の一般子弟に門戸を開き芝中学校に（現：芝中学校・高等学校）。
  - 新渡戸稲造と内村鑑三の助言によってフレンド女学校がクエーカーの婦人伝道会によって創立、後に津田仙によって普連土女学校と命名される（現：普連土学園中学校・高等学校）。
  - 三輪田真佐子が神田区東松下町に翠松学舎を開校。三輪田女学校を経て1903年（明治36年）に三輪田高等女学校（現：三輪田学園中学校・高等学校）。
  - 兼六園内に金沢区工業学校を設立（現：石川県立工業高等学校）。
  - 1月15日 - 長老派伝道師のサラ・クララ・スミスが私塾を開く。2年後にスミス女学校として認可され、1894年に北星女学校（現：北星学園女子中学高等学校）。
  - 3月 - 私立大阪商業学校を設立（現：大商学園高等学校）。
  - 7月 - 米国メソジスト教会のフレデリック・クライン師によって私立愛知英和学校→名古屋英和学校が創立、1906年（明治39年）に名古屋中学校となる（現：名古屋中学校・高等学校）。
  - 10月3日 - 北總英漢義塾の運営を成田山新勝寺の三池照鳳大僧正が引き受け、成田英漢義塾が開校（現：成田高等学校・付属中学校）。
  - 10月20日 - 私立尾道商法講習所が開設され、後に名古屋女子商業学校などを創設する市邨芳樹が所長となる。その後尾道町→広島県へと移管されて広島県立尾道商業学校（現：広島県立尾道商業高等学校）。
  - 12月6日 - 私立広島高等女学校設立認可。山中高等女学校を経て1945年（昭和20年）に国へ移管されて広島女子高等師範学校附属山中高等女学校に。戦後の学制改革で広島大学附属福山中学校・高等学校の母体となる。
- 1888年（明治21年）
  - 東京府麹町区飯田5丁目の皇典講究所内に補充中学校を設立。1901年（明治34年）、東京府立第四中学校と改称（現：東京都立戸山高等学校）。
  - 高等師範学校尋常中学科を設立。1896年（明治29年）、高等師範学校から分離され、高等師範学校附属尋常中学校となる。1899年（明治32年）、高等師範学校附属中学校と改称。1902年（明治35年）、東京高等師範学校附属中学校と改称。1949年（昭和24年）、東京教育大学附属中学校・高等学校に改組する（現在・筑波大学附属中学校・高等学校）。
  - 杉浦鋼太郎、官立学校志望者のための予備校として大成学館を開校、1898年（明治31年）に大成尋常中学校に改組（現：大成高等学校）。
  - 私立上埴生学館を創立、1893年（明治26年）私立長生学校を創立。1901年（明治34年）両校合併、1923年（大正12年）に県立移管（現：千葉県立長生高等学校）。
  - 浄土宗学愛知支校が創立、1909年（明治42年）に私立東海中学校となる（現：東海中学校・高等学校）。
  - 鳥取高等女学校を設立。1949年（昭和24年）4月、鳥取第一高等学校、鳥取商業高等学校と統合（現：鳥取県立鳥取西高等学校）
  - 2月 - カトリック築地教会内に塾を開設、7月に暁星学校と命名され1899年（明治32年）に暁星中学校認可（現：暁星中学校・高等学校）。
  - 4月 - 日本聖公会のエドワード・ビカステス主教によって麻布に香蘭女学校が開校。
  - 9月 - 島地黙雷によって女子文芸学舎が創設（現：武蔵野大学附属千代田高等学院）。
- 1889年（明治22年）
  - 外山正一・元良勇次郎・神田乃武が正則予備校を開校、のち正則尋常中学校に改組（現：正則高等学校）。
  - 合衆国長老教会のアニー・ランドルフ夫人がロバート・マカルピンの協力を得て私立金城女学校を開校（現：金城学院中学校・高等学校）。
  - 宮崎県尋常中学校設立（現：宮崎県立宮崎大宮高等学校）。
  - 6月1日 - 甲府教会の浅尾長憲・新海栄太郎らによる山梨英和女学校の設立が認可される（現：山梨英和中学校・高等学校）。
  - 11月13日 - 哲学館の館主代理・棚橋一郎が哲学館内に郁文館を開校、1892年（明治25年）に尋常中学校として認可（現：郁文館中学校・高等学校）
- 1890年（明治23年）
  - 新榮女学校（原女学校と新榮女学校が1878年に合併）と櫻井女学校が合併、女子学院開校（現：女子学院中学校・高等学校）。
- 1891年（明治24年）
  - 私立愛媛県高等女学校を設立（現：愛媛県立松山南高等学校）。
  - 4月 - 高等商業学校志望者のための学校として矢野二郎の下、宮松兼三郎が高等商業学校予備門を麹町区大手町に開設。1893年（明治26年）に私立商工中学校となり、赤坂中学校を経て1929年（昭和4年）に日本大学赤坂中学校となる（現：日本大学第三中学校・高等学校）。
  - 11月 - 古賀喜三郎、海軍予備校を設立。1899年（明治32年）に日比谷中学校を併設し、1906年（明治39年）に海城中学校発足（現：海城中学校・高等学校）。
  - 12月 中学校令中改正（明治24年勅令第243号）を公布。
- 1892年（明治25年）
  - 5月1日 - 河村ツネが2人の娘と共に東京市牛込区下宮比町に東京女子裁縫専門学校を開校。同校は1904年（明治37年）に東京家政女学校に改称し、1924年（大正13年）に牛込高等女学校を併設（現：豊島岡女子学園中学校・高等学校）。
  - 6月5日 - 森嘉種、石川郡石川町に石川義塾を開く。1907年（明治37年）に石川中学校として認可（現：学校法人石川高等学校・石川義塾中学校）。
- 1893年（明治26年）
  - 4月1日 - 那賀郡町村組合石見学校を県へ移管し、島根県第二尋常中学枚と改称（現：島根県立浜田高等学校）。
  - 7月 - 石川県尋常中学校を設立（現：石川県立金沢泉丘高等学校）。
  - 7月4日 - 青森県尋常中学校八戸分校を設立し、同年9月29日に開校式を挙行（現：青森県立八戸高等学校）。
  - 9月 - 中津尋常中学校（私立）創設（現：大分県立中津南高等学校）
- 1894年（明治27年）
  - 静岡県尋常中学校浜松分校を設立（現：静岡県立浜松北高等学校）。
  - 富山県簡易農学校を設立（現：富山県立南砺福野高等学校）。
  - 4月 - 鹿児島県尋常中学校設立（現：鹿児島県立鶴丸高等学校）。
  - 6月5日 - 神田錦町に私立鉄道学校が開校、1901年に上野駅前へ移転（現：岩倉高等学校）。
  - 10月22日 - 富山県工芸学校を開校（現：富山県立高岡工芸高等学校）。
- 1895年（明治28年）
  - 1月 高等女学校規程（明治28年文部省令第1号）を定める。
  - 宮古・鍬ヶ崎両組合立高等小学校内に水産補習学校を附設。1898年（明治31年）に下閉伊郡簡易水産学校となり、1901年（明治34年）に岩手県に移管されて岩手県立水産学校（現：岩手県立宮古水産高等学校）。
  - 東洋英和学校に尋常中学部が設置、程無く私立麻布尋常中学校として独立（現：麻布中学校・高等学校）。
  - 村崎サイ、私立裁縫専修学校を創立。1924年（大正13年）に徳島女子商業学校を設置（現：徳島文理中学校・高等学校）。
  - 熊本高等小学校付設商業補習科から独立し熊本簡易商業学校設立、翌年熊本商業学校と改称（現：熊本県立熊本商業高等学校）。
  - 1月20日 - 大阪府第二尋常中学校を設立（現：大阪府立三国丘高等学校）。
  - 2月21日
    - 大阪府第三尋常中学校を設立（現：大阪府立八尾高等学校）。
    - 大阪府第四尋常中学校を設立（現：大阪府立茨木高等学校）。

  - 4月1日
    - 旧：私立北鳴学校を仮校舎として、札幌尋常中学校を開校（現：北海道札幌南高等学校）。
    - 函館尋常中学校を開校（現：北海道函館中部高等学校）。

  - 4月26日 - 茨城県中央農事講習所を設立（現：茨城県立水戸農業高等学校）。
  - 4月27日 - 栃木県工業学校を開校（現：栃木県立足利工業高等学校）。
  - 6月18日 - 埼玉県第一尋常中学校を設立（現：埼玉県立浦和高等学校）。
  - 6月 - 埼玉県第二尋常中学校を開校（現：埼玉県立熊谷高等学校）。
  - 福島県尋常中学校磐城分校が設立認可される（現：福島県立磐城高等学校）。
  - 11月3日 - 坪内雄蔵・市島謙吉ら東京専門学校の教員を中心として早稲田尋常中学校が創立（現：早稲田中学校・高等学校）。1901年（明治34年）には天野為之らによって早稲田実業中学が早稲田中と同居して設立（現：早稲田実業学校中等部・高等部）。
- 1896年（明治29年）
  - 栃木県尋常中学校栃木分校として創立(栃木町大字薗部旧県庁構内)（現：栃木県立栃木高等学校）。
  - 2月1日 - 大阪府第五尋常中学校を設立（現：大阪府立天王寺高等学校）。
  - 千葉三郎が私塾として甲西会を設立（現：広島県立世羅高等学校）。
  - 3月9日 - 愛知県第二尋常中学枚が設立認可され、同年4月17日に開校（現：愛知県立岡崎高等学校）。
  - 4月1日
    - 兵庫県神戸尋常中学校を開校。1948年（昭和23年）9月1日、兵庫県高等女学校と統合（現：兵庫県立神戸高等学校））。
    - 兵庫県豊岡尋常中学校を開校（現：兵庫県立豊岡高等学校）。

  - 4月10日 - 奈良県尋常中学五條分校を設立（現：奈良県立五條高等学校）。
  - 6月16日 - 愛知県名古屋高等女学校を設立（現：名古屋市立菊里高等学校）。
  - ７月８日 - 熊本県上益城郡浜町村外６カ村組合立矢部実業補習学校を開校（現：熊本県立矢部高等学校）。
  - 10月2日 - 牡鹿郡簡易水産学を設立（現：宮城県水産高等学校）。
  - 10月21日 - 佐渡郡全町村組合立佐渡中学校を設立。1900年（明治33年）、新潟県立佐渡中学校と改称（現：新潟県立佐渡高等学校）。
- 1897年（明治30年）
  - 堀越千代、麹町区富士見小学校前に和洋裁縫学院を設立（現：和洋九段女子中学校・高等学校）。堀越は1923年（大正13年）にも豊多摩郡中野町に堀越高等女学校を創立している（現：堀越高等学校）。
  - 富山市立富山商業簡易学校を設立（現：富山県立富山商業高等学校）。
  - 静岡県浜名郡蚕業学校を設立（現：静岡県立浜松大平台高等学校）。
  - 高崎市大字赤坂長松寺の仮校舎に、群馬県尋常中学校群馬分校を設立。1900年（明治33年）、群馬県高崎中学校として独立（現：群馬県立高崎高等学校）。
  - 兵庫県立簡易蚕業学校を設立（現：兵庫県立八鹿高等学校）。
  - 4月 - 米沢市立工業学校を市議事堂を仮校舎として開校。1898年（明治31年）県移管となり、山形県工業学校と改称する（現：山形県立米沢工業高等学校）。
  - 4月1日
    - 茨城県尋常中学校土浦分校を設立（現：茨城県立土浦第一高等学校・附属中学校）。
    - 茨城県尋常中学校下妻分校を設立（現：茨城県立下妻第一高等学校・附属中学校）。
    - 大阪府第六尋常中学校を設立（現：大阪府立岸和田高等学校）。
    - 宮城県尋常中学校志田郡立分校を設立（現：宮城県古川高等学校）。
    - 福島町立福島高等女学校を開校（現：福島県立橘高等学校）。

  - 多田道子、世羅郡甲山町に私立裁縫所を設立。1921年（大正10年）、県への移管により広島県立甲山高等女学校と改称。1949年（昭和24年）、旧：広島県立世羅高等学校と統合し、広島県世羅高等学校となる（現：広島県立世羅高等学校）。
  - 4月11日 - 群馬県尋常中学校新田分校を開校。1900年（明治33年）、群馬県太田中学校として独立（現：群馬県立太田高等学校）。群馬県尋常中学校甘楽分校を開校。1900年（明治33年）、群馬県富岡中学校として独立（現：群馬県立富岡高等学校）。
  - 4月26日 - 兵庫県柏原尋常中学校を開校（現：兵庫県立柏原高等学校）。
  - 5月10日 - 兵庫県洲本尋常中学校を開校。1948年（昭和23年）4月に兵庫県立洲本高等学校と改称し、同年9月1日に旧：兵庫県立淡路高等学校（旧：兵庫県立淡路高等女学校）と統合（現：兵庫県立洲本高等学校）。
  - 6月7日 - 高岡市立高岡簡易商業学校を設立（現：富山県立高岡商業高等学校）。
  - 6月18日 - 神奈川県神奈川第一中学校を開校（現：神奈川県立希望ヶ丘高等学校）。
  - 7月 - 磯江潤が津田真道を校長に迎えて本郷区龍岡に京華尋常中学校を開校（現：京華中学校・高等学校）。1901年（明治34年）には商業学校（現：京華商業高等学校）・1909年（明治42年）には高等女学校（現：京華女子中学校・高等学校）を開校。
- 1898年（明治31年）
  - 井上圓了、京北尋常中学校を開校（現：東洋大学京北中学高等学校）。1908年（明治41年）には京北実業学校を併設（学制改革を経て京北学園白山高等学校）。
  - 私立下館裁縫女学校を設立（現：茨城県立下館第二高等学校）。
  - 富山県高岡尋常中学校を設立（現：富山県立高岡高等学校）。
  - 福岡縣東筑尋常中學校を設立（現：福岡県立東筑高等学校）。
  - 3月4日 - 佐賀縣工業学校創立（現佐賀県立佐賀工業高等学校）
  - 3月21日 - 秋田縣第二尋常中學校創立（現秋田県立大館鳳鳴高等学校）
  - 4月1日 - 熊本県工業学校創立。1901年（明治34年）6月1日に熊本県立工業学校と改称（現：熊本県立熊本工業高等学校）。
  - 5月12日 - 岡山県商業学校が設立認可される（現：岡山県立岡山東商業高等学校）。
  - 5月16日 - 秋田縣第三尋常中學校創立（現：秋田県立横手高等学校）。
- 1899年（明治32年）
  - 2月 中学校令改正（明治32年勅令第28号）、高等女学校令（明治32年勅令第31号）を公布。
  - 4月 - 石川県第三尋常中学校を開校（現：石川県立七尾高等学校）。
  - 4月1日
    - 石川県第四中学校を開校（現：石川県立小松高等学校）。
    - 三重県第二中学校を設立。1919年（大正8年）、三重県立富田中学校と改称。1948年（昭和23年）、四日市市立高等女学校、四日市市立富洲原実科高等女学校を統合（現：三重県立四日市高等学校）。
    - 4月1日 - 富山県第三中学校を開校（現：富山県立魚津高等学校）。
    - 4月1日 - 四日市市立四日市裁縫学校を設立。1901年（明治34年）、四日市市立高等女学校と改称。四日市高等女学校と改称。1948年（昭和23年）、三重県立富田中学校、四日市市立富洲原実科高等女学校と統合（現：三重県立四日市高等学校）。

  - 4月 - 埼玉県第三尋常中学校を開校（現：埼玉県立川越高等学校）。
  - 5月25日 - 埼玉県第四尋常中学校を開校（現：埼玉県立春日部高等学校）。
  - 8月 私立学校令（明治32年勅令第359号）を公布。
- 1900年（明治33年）
  - 茨城県高等女学校発足、1903年（明治36年）に茨城県立水戸高等女学校（現：茨城県立水戸第二高等学校）。
  - 大倉喜八郎が私財を投じて赤坂区葵町に大倉商業学校を開校（1919年に大倉高等商業学校を併設、現：東京経済大学）、1907年9月には大阪市中之島に姉妹校として関西大倉商業学校を開校（現：関西大倉中学校・高等学校）。
  - 大阪市立第二高等女学校を設立。後に大阪府立清水谷高等女学校と改称（現：大阪府立清水谷高等学校）。
  - 熊本県中学濟濟黌を第一と第二に分け、熊本県中学第二済済黌を設立。翌1901年（明治34年）6月に熊本県立熊本中学校と改称（現：熊本県立熊本高等学校）。
  - 京都府水産講習所を設立（現：京都府立海洋高等学校）。
  - 岡山県高等女学校を設立（現：岡山県立岡山操山中学校・高等学校）。
  - 東京市日本橋区に日本橋簡易商業夜学校設置。1902年（明治35年）に中央商業学校となる（現：中央学院大学中央高等学校）
  - 2月2日 - 千葉県千葉中学校を木更津分校設立（現：千葉県立木更津高等学校）。
  - 4月
    - 宮城県第二中学校を設立（現：宮城県仙台第二高等学校）。
    - 兼六園内石川県勧業博物館の一部を仮校舎として金沢市立金沢商業学校を設立（現：石川県立金沢商業高等学校）。

  - 4月1日
    - 茨城県水戸中学校太田分校を設立（現：茨城県立太田第一高等学校・附属中学校）。
    - 茨城県下妻中学校水海道分校を設立（現：茨城県立水海道第一高等学校・附属中学校）。
    - 茨城県土浦中学校龍ヶ崎分校を設立（現：茨城県立竜ヶ崎第一高等学校・附属中学校）。
    - 香川県高松中学校大川分校を設立（現：香川県立三本松高等学校）。
    - 長崎県立島原中学校を設立（現：長崎県立島原高等学校）。
    - 飽託郡立工業徒弟学校設立。1911年（明治44年）に熊本市立工業徒弟学校に改称、1912年（明治45年）に熊本市立商工学校に改称、1922年（大正11年）に熊本市立工業学校（現：熊本県立熊本工業高等学校）に改称。

  - 5月 - 島根県高等女学校を設立。1949年（昭和24年）、島根県立浜田第一高等学校、同第二高等学校と統合（現：島根県立浜田高等学校）。
  - 6月 - 女学校を設立。1907年（明治40年）、大分県立大分高等女学校と改称。1948年（昭和23年）4月1日、大分中学校、第二高等女学校、碩南中学校と統廃合し、新たに大分県立大分第一高等学校を設立（現：大分県立大分上野丘高等学校）。
  - 6月11日 - 長野市立乙種商業学校を設立（現：長野県長野商業高等学校）。
  - 7月 - 吉田村立堰南学校を設立（現：静岡県立榛原高等学校）。
  - 9月5日 - 大阪府第八中学校の設立が許可（現：大阪府立富田林中学校・高等学校）。
  - 9月11日 - 青森県第三中学校を設立。1909年（明治42年）、青森県立青森中学校と改称。1950年（昭和25年）、青森女子高等学校（旧：青森県立青森高等女学校）と統合（現：青森県立青森高等学校）。
  - 10月 - 神奈川県高等女学校を開校（現：神奈川県立横浜平沼高等学校）。
- 1901年（明治34年）
  - 群馬県立太田中学邑楽分校を開校（現：群馬県立館林高等学校）。
  - 山梨県立第二中学校を開講（現：山梨県立日川高等学校）。
  - 静岡県立掛川中学校を設立（現：静岡県立掛川西高等学校）。
  - 沼津中学を設立（現：静岡県立沼津東高等学校）。
  - 長野県松本中学大町分校を開校（現：長野県大町高等学校）。
  - 長野県上田中学野沢分校を開校（現：長野県野沢北高等学校）。
  - 三重県立高等女学校を開校。1948年（昭和23年）、津中学校と統合して三重県津高等学校を設立（現：三重県立津高等学校）。
  - 広島県立広島高等女学校が設立認可される（現：広島県立広島皆実高等学校）。
  - 1月 - 石川県立金沢第一高等女学校を設立（現：石川県立金沢二水高等学校）。
  - 2月15日 - 兵庫県高等女学校を開校。1948年（昭和23年）9月1日、兵庫県立第一神戸中学校と統合（現：兵庫県立神戸高等学校）。
  - 2月 - 大阪府立第七中学校を設立。同年6月12日、大阪府立市岡中学校と改称（現：大阪府立市岡高等学校）。
  - 3月 - 愛媛県立西条中学校今治分校が設立認可（現：愛媛県立今治西高等学校）。
  - 4月
    - 旧：小田原藩の藩校・集成館を前身として、神奈川県神奈川第二中学校を開校。1948年（昭和23年）、神奈川県立小田原高等学校と改称。2004年（平成16年）、神奈川県立小田原城内高等学校と統合（現：神奈川県立小田原高等学校）。
    - 栃木県第四中学校を開校（現：栃木県立佐野高等学校・附属中学校）。
    - 気仙沼町立水産補習学校を開校（現：宮城県気仙沼向洋高等学校）。

  - 4月1日 - 東京府第一中学校分校を東京府第三中学校と改称し、1902年（明治35年）6月28日に開校式を挙行（現：東京都立両国高等学校・附属中学校）。
  - 4月20日 - 日本女子大学校が開校、附属高等女学校を併設（現：日本女子大学附属中学校・高等学校）。
  - 5月 - 東京府第二中学校を開校（現：東京都立立川高等学校）。
  - 5月15日 - 郡立乙種山林学校を開校。同年7月19日となり、甲種山林学校と改称（現：長野県木曽青峰高等学校）。
  - 6月28日 - 長崎高等女学校が創立され、11月29日に開校式。1923年（大正12年）に高等科が設置され（長崎県立女子短期大学の前身）、学制改革を経て1948年（昭和23年）に統合・再編で長崎県立長崎東中学校・高等学校。
  - 7月6日 - 大阪府立四條畷中学校が設立告示され、1903年（明治36年）4月17日に授業開始（現：大阪府立四条畷高等学校）。
  - 7月16日 - 私立小樽商業学校が日下龍夫を校主として創立。私立北海商業学校を経て1919年（大正8年）に北海商業学校（現：北照高等学校）。
  - 12月 - 秋田県立高等女学校を開校（現：秋田県立秋田北高等学校）。
- 1902年（明治35年）
  - 北海道庁立札幌高等女学校を設立（現：北海道札幌北高等学校）。
  - 3月1日 - 高橋喜四郎、遠賀郡若松町に裁縫教習所を創設。1904年（明治37年）に若松高等裁縫女学校と改称し、1944年（昭和19年）に福岡県若松商業女学校（現、高稜高等学校）。
  - 3月13日 - 茨城県商業学校が設立認可。3月15日、茨城県告示第84号を以て商業学校規族甲種として告示。4月1日、旧水戸市上市田見小路6番地に開校。5月15日、第1回入学式を挙行し、この日を創立記念日とする（現：茨城県立水戸商業高等学校）。
  - 4月 - 神奈川県神奈川第三中学校を開校（現：神奈川県立厚木高等学校）。
  - 4月1日 - 山口県玖珂郡立実業補修女学校を開校。1949年（昭和24年）4月21日、山口県立岩国高等学校と統合し山口県立岩国西高等学校となる（現、山口県立岩国高等学校）。
  - 4月25日 - 北海道庁立小樽中学校を開校（現、北海道小樽潮陵高等学校）。
  - 6月15日 - 首里区立工業徒弟学校が開校。1914年（大正3年）に沖縄県立となり、1921年（大正10年）沖縄県立工業学校に改称（沖縄県立沖縄工業高等学校の前身校）。
  - 5月28日 - 秋田県立本荘中学校を開校（現：秋田県立本荘高等学校）。
  - 6月 - 私立勝山女学館設置認可、11月に小倉市大坂町の民家で授業開始。1927年（昭和2年）に勝山高等女学校となり、小倉女子商業学校を1943年（昭和18年）に併設（現：美萩野女子高等学校）。
  - 10月3日 - 平賀義美・沖野宕雄・平沼淑郎・南清・菊池恭三らが中心となって、堂島にあった大阪市立高等商業学校に間借りする形で関西商工学校を開校（現：関西大倉中学校・高等学校）。
  - 12月 - 私立寿都実業女学校を設立。1908年（明治41年）、町立寿都女子職業学校となる（現：北海道寿都高等学校）。
- 1903年（明治36年）
  - ディサイプルス派の説教師であるハーヴェイ・ガイが本郷森川町教会内に聖学院神学校を創設。間もなく駒込に移転し1906年（明治39年）に聖学院中学校を併設（現：聖学院中学校・高等学校）。
  - 嘉悦孝、神田錦町の東京商業学校を間借りして女子商業学校を設立（現：かえつ有明中学校・高等学校）。
  - 棚橋一郎ら、東京高等女学校を開校。一郎の母親で名古屋市立第一高等女学校校長だった棚橋絢子が校長に就任（東京女子学園中学校・高等学校などを経て、現在の芝国際中学校・高等学校）。
  - 愛知県立高等女学校を設立。1948年（昭和23年）10月、愛知県立明倫高等学校と統合（現：愛知県立明和高等学校）。
  - 西大寺町立高等女学校を開校（現：岡山県立西大寺高等学校）。
  - 熊本県立熊本中学校玉名分校開校。1906年（明治39年）に熊本県立玉名中学校となり、1948年（昭和23年）に熊本県立玉名高等学校が発足し、第一部となる。1949年（昭和24年）、第一部・第二部・第三部（1948年に設立された三十六ヶ町村組合立玉名農業学校）と統合（現：熊本県立玉名高等学校・附属中学校）。
  - 2月 - 東京市浅草区森下町に東京商工学校を設置。学制改革で聖橋中学校・高等学校になるも1971年に閉校（現：埼玉工業大学の前身）。
  - 4月
    - 長野県立長野中学校飯山分校を開校（現：長野県飯山北高等学校）。
    - 神奈川県小田原高等女学校を開校。1950年（昭和25年）4月1日、神奈川県立小田原城内高等学校と改称。2004年（平成16年）4月1日、神奈川県立小田原高等学校と統合（現：神奈川県立小田原高等学校）。

  - 4月1日
    - 兵庫県津名郡・三原郡組合立淡路高等女学校を開校。1922年（大正11年）4月1日、県への移管により兵庫県立淡路高等女学校と改称。1948年（昭和23年）9月1日、兵庫県立洲本高等学校（旧：兵庫県立洲本中学校）と統合（現：兵庫県立洲本高等学校）。
    - 熊本県立高等女学校開校。1921年（大正10年）3月25日、熊本県立第一高等女学校と改称し、熊本県立第二高等女学校設置。1948年（昭和23年）、両校が統合し熊本県立熊本女子高等学校となる（現：熊本県立第一高等学校）。

  - 5月1日
    - 北海道庁立上川中学校が授業開始（現：北海道旭川東高等学校）。
    - 茨城県立土浦高等女学校が創立（現：茨城県立土浦第二高等学校）。
- 1904年（明治37年）
  - 磐城女学校を設立（現：福島県立磐城桜が丘高等学校）。
  - 日本体育会、荏原中学校を開校（現：日本体育大学荏原高等学校）。
  - 4月11日 - 奈良県立桜井高等女学校を設立（現：奈良県立桜井高等学校）。
  - 5月 - 天理教東本大教会の中川よし、天理教信者のみならず一般の困窮者のための教育機関として東本夜学部を創立。1930年（昭和5年）に修徳実業学校となる（現：修徳中学校・高等学校）。
  - 11月 - 加藤広吉・せむ夫妻が金城遊学館を設立（現：遊学館高等学校）。
  - 鎌倉市由比ヶ浜に鎌倉女学校を設立（鎌倉高等女学校を経て、現：鎌倉女学院中学校・高等学校）。
- 1905年（明治38年）
  - ディサイプルス派の女性伝道者であるバーサ・F・クローソンが築地に女子聖学院神学部を創設、1908年（明治41年）には高等女学校相当の教育を担う普通部を増設（現：女子聖学院中学校・高等学校）。
  - 名古屋市中区西新町に愛知淑徳女学校が設立、翌1906年（明治39年）に愛知淑徳高等女学校として認可（現：愛知淑徳中学校・高等学校）。
  - 椙山正弌・今子夫妻が名古屋裁縫女学校を開校。1917年（大正6年）に椙山高等女学校となり、1924年（大正13年）には椙山第二高等女学校（→椙山女子専門学校附属高等女学校）・1937年（昭和12年）には椙山女子商業学校を開校（いずれも現：椙山女学園中学校・高等学校）。
  - 内木玉枝、中京裁縫女学校を創立。1914年（大正3年）に高等師範科を併設し1921年に中京高等女学校を開校（現：至学館高等学校）。
  - 4月1日 - 北海道庁立水産学校を設立（現：北海道小樽水産高等学校）。
  - 4月17日-広島高等師範学校附属中学校を設立（現：広島大学附属高等学校）。
  - 5月1日 - 北海道庁立函館高等女学校を開校（現：北海道函館西高等学校）。
  - 9月11日 - 那覇区立商業学校が開校、那覇市制後の1922年（大正11年）に那覇市立商業学校（沖縄県立那覇商業高等学校の前身校）。
  - 10月1日 - 渡辺嘉重が新治郡中家村の常福寺に常総学院を開校、戦時中の1943年に閉鎖に追い込まれるが1983年に再興を果たす(現：常総学院高等学校）。
- 1906年（明治39年）
  - 東洋商業専門学校（高等商業学校）に併設する形で東洋商業学校（甲種実業学校）が開校（現：東洋高等学校）。
  - 東京高師附属中学校教員の中村春二が自宅で学生塾を開く。その後、今村繁三や岩崎小弥太の援助を受けて塾を成蹊園と命名、1912年（明治45年）に実務学校・1914年（大正3年）に中学校・1917年（大正6年）に女学校をそれぞれ設置（現：成蹊中学校・高等学校・大学）
  - 長野県下高井郡立乙種農学校を設立（現：長野県下高井農林高等学校）。
  - 大阪府立島之内高等女学校を設立。1909年（明治42年）、大阪府立夕陽丘高等女学校と改称（現：大阪府立夕陽丘高等学校）。
  - 2月20日 - 神奈川県愛甲郡立女子実業補習学校が設立認可される（現：神奈川県立厚木東高等学校）。
  - 2月27日 - 北海道庁立根室実業学校を設立（北海道庁告示81号）。1915年（大正4年）4月1日、北海道庁立根室商業高校と改称。1950年（昭和25年）4月15日に北海道立根室女子高等学校（旧：北海道庁立根室女学校）と統合して北海道根室高等学校設置。
  - 4月
    - 西頸城郡糸魚川町大字寺町に仮校舎を設けて、新潟県立高田中学校糸魚川分校を開校（現：新潟県立糸魚川高等学校）。
    - 大阪府立第十中学校を設立。後に大阪府立今宮中学校と改称（現：大阪府立今宮高等学校）。
    - 神奈川県横須賀高等女学校を開校（現：神奈川県立横須賀大津高等学校）。

  - 5月1日 - 北海道庁立小樽高等女学校を開校（現：北海道小樽桜陽高等学校）。
  - 12月27日 - 京都府立加佐郡立高等女学校が設立認可され、翌1907年（明治40年）4月20日に開校。1948年（昭和23年）、西舞鶴高等学校（旧：京都府立舞鶴中学校）と統合（現：京都府立西舞鶴高等学校）。
- 1907年（明治40年）
  - 青森県第三高等女学校を設立。1909年（明治42年）、青森県立青森高等女学校と改称。1950年（昭和25年）、青森高等学校と統合（現：青森県立青森高等学校）。
  - 岩佐ゑい、東京市牛込区天神町に東京女子技芸学校を開校するも間もなく閉校。1920年（大正10年）に岩佐実科高等女学校として再開（現：佼成学園女子中学校・高等学校）。
  - 市邨芳樹、名古屋女子商業学校を開校（現：名古屋経済大学市邨中学校・高等学校）。1923年（大正13年）には姉妹校として名古屋第二女子商業学校も開校（現：名古屋経済大学高蔵高等学校・中学校）。
  - 本圀寺に京都私立子守学校が創立、翌年には京都私立慈光夜学校が併設。1916年（大正5年）に明徳学園教育部となり裁縫塾を設置、1921年（大正10年）に日蓮生誕700年を記念して明徳女学校が開校（現：京都明徳高等学校）。
  - 3月10日 - 北海道庁立上川高等女学校が設立認可される（現：北海道旭川西高等学校）。
  - 4月1日 - 根室町立職業学校を設立。1923年（大正12年）3月1日、北海道庁立根室女学校と改称。1950年（昭和25年）4月15日、北海道立根室高等学校（旧：北海道庁立根室商業高校）と統合して北海道根室高等学校と改称し、開校式・入校式を挙行する（現：北海道根室高等学校）。
  - 4月15日 - 愛知県立第五中学校を設立（現：愛知県立瑞陵高等学校）。
  - 4月23日 - 福井市立商業学校を設立（現：福井県立福井商業高等学校）。
  - 4月30日 - 富山県立高岡高等女学校を設立（現：富山県立高岡西高等学校）。
  - 5月1日 - 札幌区立女子職業学校を開校（現：北海道札幌東高等学校）。
  - 5月
    - 空知農業高校を開校（現：北海道岩見沢農業高等学校）。
    - 市立大阪工業学校を設立（現：大阪府立都島工業高等学校）。

  - 8月 - 神奈川県立第四中学校が設立許可される（現：神奈川県立横須賀高等学校）。
  - 10月 - 大阪府立職工学校の設立認可（大阪府立西野田工業学校を経て学制改革後は大阪府立西野田工業高等学校、現：大阪府立西野田工科高等学校）。1914年（大正3年）には今宮分校を設置し、2年後に今宮職工学校として独立（現：大阪府立今宮工科高等学校）。
  - 12月 - 額賀三郎・キヨ夫妻が自宅で裁縫塾を始める。1909年（明治42年）に大成裁縫女学校（現：大成女子高等学校）。
- 1908年（明治41年）
  - カトリック女子修道会の聖心会が在日外国人のための学校を設置、1910年（明治43年）には高等女学校・小学校・幼稚園も併設し日本人女性を対象とした教育も開始（現：聖心女子学院初等科・中等科・高等科）
  - 天理教を母体として天理中学校が開校、1920年（大正10年）には天理女学校も開校（現：天理高等学校）。
  - 4月9日 - 兵庫県第二神戸中学校を開校（現：兵庫県立兵庫高等学校）。
  - 4月17日 - 長崎県立佐世保中学校を設立。1948年（昭和23年）3月、他2校と統合され廃校。
  - 11月6日 - 富山県立砺波中学校が設立認可される（現：富山県立砺波高等学校）。
  - 12月18日 - 東京工科学校設立認可、休校状態となった東京実科学校校舎で授業を開始（現：日本工業大学駒場中学校・高等学校）。
- 1909年（明治42年）
  - 4月 - 鳥取県立倉吉中学校を設立（現：鳥取県立倉吉東高等学校）。
  - 4月2日 - 富山県下新川郡立農業学校が設立認可される（現：富山県立桜井高等学校）。
  - 9月 - 松山市立工業学校を開校（現：愛媛県立松山工業高等学校）。
- 1910年（明治43年）
  - 鳥取県立商業学校を設立（現：鳥取県立鳥取商業高等学校）。
  - 1月19日 - 九州学院が設立認可される。1911年（明治44年）、開校（現：九州学院中学校・高等学校）。
  - 3月14日 - 長岡市立商業学校が設立認可（文部省告示第80号）される（現：新潟県立長岡商業高等学校）。
  - 4月1日 - 首里城内に沖縄県立中学校分校を設置、翌1911年（明治44年）に沖縄県立第二中学校として独立（沖縄県立那覇高等学校の前身校）。
  - 5月 - 遠藤隆吉が私塾・巢園学舎を開設、1922年に旧制巣鴨中学校を創立（現：巣鴨中学校・高等学校）。
  - 9月27日 - 千葉県海上郡立農学校が設立認可される（現：千葉県立旭農業高等学校）。
  - 12月8日 - 福岡県遠賀郡立農学校が設立認可される。1911年（明治44年）開校。1919年（大正8年）に県営（福岡県）移管され福岡県遠賀農学校と改称、1949年（昭和24年）福岡県立遠賀高等学校と改称、1955年（昭和31年）福岡県立遠賀農芸高等学校と改称（現：福岡県立遠賀高等学校）。
- 1911年（明治44年）
  - 酒造業などを営む実業家・大江一松が御影町に報徳実業学校を開校（現：報徳学園中学校・高等学校）。
  - 1月24日 - 大阪府三島郡茨木町外八ケ村学校組合立三島女子技芸学校を設立（現：大阪府立春日丘高等学校）。
  - 3月21日 - 大阪府江戸堀高等女学校を設立。後に大阪府立市岡高等女学校に改称（現：大阪府立港高等学校）。
  - 3月25日 - 函館区立函館工業補習学校を設立（現：北海道函館工業高等学校定時制）。
  - 4月
    - 江沼郡立実科高等女学校を設立（現：石川県立大聖寺高等学校）。
    - 熊本市立実科高等女学校開校。1922年（大正11年）4月、熊本市立高等女学校と改称。1949年（昭和24年）4月、熊本市立高等学校と改称（現：熊本市立必由館高等学校）。
    - 水俣町立水俣女子実業補習学校設立。1917年（大正6年）に水俣実科女学校と改称、1923年（大正12年）に熊本県水俣実科高等女学校に改称し、1938年（昭和13年）4月に熊本県水俣高等女学校に改称し、1941年（昭和16年）4月に熊本県立水俣女学校に改称。1948年（昭和23年）4月1日に熊本県立水俣農工学校と統合（現：熊本県立水俣高等学校）。

  - 4月1日 - 胆沢郡立実科女学校を設立（現：岩手県立水沢高等学校）。
  - 4月27日 - 神奈川県立工業学校が設立認可される（現：神奈川県立神奈川工業高等学校）。
  - 石巻町立石巻商業補習学校を設立（現：宮城県石巻商業高等学校）。
  - 10月13日 - 福島県安積郡立安積実科高等女学校を設立（現：福島県立安積黎明高等学校）。
- 1912年（明治45年）
  - 愛知県名古屋高等女学校を名古屋市立第一高等女学校と改称（現：名古屋市立菊里高等学校）。
  - 玉名郡立実科高等女学校開校。後に玉名郡立玉名高等女学校と改称。1923年（大正12年）に熊本県立高瀬高等女学校と改称。1948年（昭和23年）に熊本県立玉名高等学校が発足し、第二部となる。1949年（昭和24年）、第一部・第二部・第三部（1948年に設立された三十六ヶ町村組合立玉名農業学校）と統合（現：熊本県立玉名高等学校・附属中学校）。
  - 門司市に豊国中学校が開校（現：豊国学園高等学校）。
  - 4月
    - 明治中学校が開校、建設中の校舎が焼失したため当初は駿河台の明治大学校舎で授業を開始（現：明治大学付属明治高等学校・中学校）。
    - 安城裁縫女学校の設立認可（現：安城学園高等学校）。

  - 阿部ヤスが開いていた裁縫塾（1901年開塾）を基にして下関阿部裁縫女学校が開校。下関阿部高等技芸女学校を経て、1946年に早鞆高等女学校（現：早鞆高等学校）。
  - 7月
    - 北海道庁立小樽商業学校が設立認可される（現：北海道小樽商業高等学校）。
    - 後藤喬三郎が名古屋電気学講習所を創立（現：愛知工業大学名電中学校・高等学校）。

  - 7月8日 - 北海道庁立第二札幌中学校が設立認可（文部省告示第174号）される（現：北海道札幌西高等学校）

## 大正時代
- 1912年（大正元年）
  - 8月
    - 北海道庁立釧路中学校が設立認可される（現：北海道釧路湖陵高等学校）
    - 社団法人関西大学付属私立関西甲種商業学校が設立認可され、1913年（大正2年）4月に開校（現：関西大学第一中学校・高等学校）。
- 1913年（大正2年）
  - 2月 - 日本大学中学校が日本大学神田三崎町校舎で開校（現：日本大学第一中学校・高等学校）。
  - 3月 - 滑川町立実科女学校を設立（現：富山県立滑川高等学校）。
  - 3月17日 - 神奈川県立第二横浜中学校が設立認可され、翌1914年（大正3年）5月11日に開校式を挙行（現：神奈川県立横浜翠嵐高等学校）。
- 1914年（大正3年）
  - 12月1日 - 貿易に携わる人材育成を目的として大阪貿易語学校が大阪商業会議所の支援で開校（現：開明中学校・高等学校）。
- 1915年（大正4年）
  - 二條基弘らの設立による名教学会、名教中学校を開校。学制改革を経て東海大学傘下となって東海大学付属高等学校に。1975年に千葉県東葛飾郡浦安町に移転して東海大学付属浦安高等学校に。
  - 越原和・はる夫妻が私立名古屋女学校を開校（現：名古屋女子大学中学校・高等学校）。
  - 中根正親が京都正則予備校を開設、1925年に両洋中学校の設立が認可される（現：京都両洋高等学校）。
  - 4月15日 - 十勝姉妹職業学校を設立（現：北海道帯広三条高等学校）。
  - 4月20日 - 新潟県高田市立商工学校を開校（現：新潟県立高田商業高等学校、新潟県立上越総合技術高等学校）。
  - 7月3日 - 庄野一英の育英義会を母体として私立甲種育英商業学校が開校（現：育英高等学校）。
- 1916年（大正5年）
  - 安田善次郎の寄附を基に東京植民貿易語学校が開校、1923年4月に東京保善商業学校を設置（現：保善高等学校）。
  - 私立西南学院が創立。1921年（大正10年）に西南学院中学部と改称し、1947年（昭和22年）に西南中学校と改称（現：西南学院中学校・高等学校）。
- 1917年（大正6年）
  - 4月1日 - 福岡県立福岡中学校を開校（現：福岡県立福岡高等学校）。
  - 4月19日 - 北海道庁立室蘭中学校が授業開始（現：北海道室蘭栄高等学校）。
  - 東光学園専修商業学校を設立。1961年（昭和36年）東京都に寄付移管。（現：東京都立府中高等学校）。
- 1918年（大正7年）
  - 賀川宣勝、東華学校を設立。1929年（昭和4年）に船橋中学校となり、1940年（昭和15年）に船橋市が買収。更に1944年に千葉県立となる（現：千葉県立船橋高等学校）。また賀川は1925年（大正15年）に船橋実科高等女学校を開校（現：東葉高等学校）。
  - 中島久萬吉が城西実務学校を開校。1925年に城西学園と改称し中学部を併設（現：城西大学附属城西中学校・高等学校）。
  - 1月11日 - 瀧川辦三、財団法人私立兵庫中学校を設立・開校。翌年に兵庫県瀧川中学校と改称（現：滝川中学校・高等学校）。
  - 4月1日
    - 市立山形商業学校が設立認可される（現：山形市立商業高等学校）。
    - 留萌実科女子学校を設立（現：北海道留萌高等学校）。
    - 大阪府立第十一中学校を設立。1919年（大正8年）3月、大阪府立高津中学校と改称（現：大阪府立高津高等学校）。

  - 4月10日 - 東京府立商業学校設立認可。1920年（大正9年）に東京府立第一商業学校となる（現：東京都立第一商業高等学校）。
  - 5月10日 - 北海道室蘭区立実科高等女学校が授業開始（現：北海道室蘭清水丘高等学校）。
  - 10月 - 東京府立第五中学校が設立認可され、1919年（大正8年）4月に開校（現：東京都立小石川高等学校）。
  - 11月2日 - 愛知県立第七中学校が設立認可（現：愛知県立半田高等学校）。
  - 12月 - 実業家の森平蔵に対し樟蔭高等女学校の設立認可、伊賀駒吉郎を初代校長に迎えて翌年4月に入学式を挙行（現：樟蔭中学校・高等学校）。伊賀は1937年（昭和12年）に樟蔭東高等女学校を開校（現：アナン学園高等学校）。
  - 12月10日 - 志太実科高等女學校開校式。1922年（大正11年）、藤枝高等女學校となる。学制改革→統廃合を経て1952年（昭和27年）に静岡県立藤枝西高等学校。
  - 東京府荏原郡実科女学校として設立。1922年（大正11年）、荏原郡立高等女学校となる。1923年（大正12年）、府立移管により、東京府立品川高等女学校と改称。1927年（大正13年）、東京府立第八高等女学校と改称。1943年（大正14年）、府立第十七高女を統合。1948年（昭和23年）、学制改革により東京都立第八女子高等学校。（現：東京都立八潮高等学校）
- 1919年（大正8年）
  - 大妻コタカの私塾（1909年創設）が大妻実科高等女学校に（現：大妻中学校・高等学校）。
  - 2月28日 - 射水郡立農業公民学校が設立認可される（現：富山県立小杉高等学校）。
  - 3月27日 - 福岡県立宗像中学が設立認可される（現：福岡県立宗像中学校・高等学校）。
  - 4月7日 - 栃木女子実業補習学校（乙種）を栃木第二尋常高等小学校内に設置（現：栃木県立栃木女子高等学校）。
  - 5月19日 - 北海道庁立釧路高等女学校が授業開始（現：北海道釧路江南高等学校）。
- 1920年（大正9年）
  - 1月1日 - 志筑町立志筑技芸女学校を設立（現：兵庫県立津名高等学校）。
  - 2月26日 - 山形県立鶴岡工業学校が設立認可（文部省告示第77号）される（現：山形県立鶴岡工業高等学校）。
  - 2月 - 富山県立神通中学校を設立（現：富山県立富山中部高等学校）。
  - 3月9日 - 帯広町外12ヶ村組合立十勝農業学校が設立認可される（現：北海道帯広農業高等学校）。
  - 4月
    - 長野県伊那中学校を開校（現：長野県伊那北高等学校）。
    - 林聖叡、名古屋工科学院を創立。1929年（昭和4年）に名古屋工業学校（甲種実業学校）として認可（現：名古屋工業高等学校）。
    - 大阪府立第十二中学校を設立。1921年（大正10年）4月、大阪府立生野中学校と改称（現：大阪府立生野高等学校）。

  - 4月1日 - 神奈川県立商工実習学校を開校（現：神奈川県立商工高等学校）。
  - 7月 高等女学校令中改正（大正9年勅令第199号）を公布。
  - 8月 - 神奈川県立湘南中学校を開校（現：神奈川県立湘南高等学校）。
  - 9月 - 日本婦人協会を主宰していた人見圓吉が、私塾・日本女子高等学院を創立（現：昭和女子大学の前身）。1922年（大正11年）に高等女学部を併設し1927年（昭和2年）に昭和高等女学校として独立（現：昭和女子大学附属昭和中学校・高等学校）。
  - 11月 - 実業家・政治家の村野山人の遺志に基づき神戸村野徒弟学校設置認可。翌年4月に神戸村野工業学校が開校（現：彩星工科高等学校）。
  - 12月 - 神奈川県立平塚高等女学校を開校（現：神奈川県立平塚江南高等学校）。
- 1921年（大正10年）
  - 徳永四郎、大阪市天王寺区に浪華商業実修学校を創立。浪華商業学校・淡路工業学校を経て学制改革で浪華商業高等学校・浪商中学校（現：大阪体育大学浪商中学校・高等学校）。
  - 1月21日 - 益田農林学校が設立認可される（現：島根県立益田産業高等学校）。
  - 2月10日 - 京都府立舞鶴中学校が設立認可される。1948年（昭和23年）、京都府立西舞鶴女子高等学校（旧：京都府立舞鶴高等女学校）と統合（現：京都府立西舞鶴高等学校）。
  - 3月31日 - 大阪府立第七高等女学校を開校。後に大阪府立泉尾高等女学校と改称（現：大阪府立泉尾高等学校）。
  - 4月
    - 大阪府立第十三中学校を設立、開校・入学式を挙行する。同年9月、大阪府立豊中中学校と改称（現：大阪府立豊中高等学校）。
    - 日蓮降誕700年記念事業として、大阪市内の日蓮宗寺院が中心となり明浄高等女学校を開校（現：明浄学院高等学校）。
    - 真如裁縫女学校を開校（現：兵庫県立三原高等学校）。

  - 4月16日 - 兵庫県立第三神戸中学校を開校（現：兵庫県立長田高等学校）。
  - 5月17日 - 群馬県立館林中学校が設立認可される（現：群馬県立館林高等学校）。
  - 10月 - 細田洋、北足立郡志木町に細田保穧（）女学校を開校。1928年（昭和3年）埼玉高等技芸女学校に改称（現：細田学園中学校・高等学校）。
  - 10月4日 - 東京府立第六中学校が設立決定され、1922年（大正11年）4月8日に入学式を挙行（現：東京都立新宿高等学校）。
- 1922年（大正11年）
  - 北海道庁立岩見沢中学校が設立認可（文部省告示第134号）される（現：北海道岩見沢東高等学校）。
  - 北海道庁立名寄中学校を設立（現：北海道名寄高等学校）。
  - 大阪府立第十四中学校を設立。1923年（大正12年）、大阪府立鳳中学校と改称（現：大阪府立鳳高等学校）。
  - 西南女学院創立（現：西南女学院中学校・高等学校）。
  - 3月7日 - 北海道庁立網走中学校が設立認可される（現：北海道網走南ヶ丘高等学校）。
  - 3月9日
    - 北海道庁立網走高等女学校が設立認可される（現：北海道網走向陽高等学校）。
    - 北海道庁立倶知安中学校が設立許可される（現：北海道倶知安高等学校）。

  - 3月31日 - 北海道旭川区旭川商業高等学校が設立認可される（現：北海道旭川商業高等学校）。
  - 4月
  - 第二次高等学校令に基づく初の7年制高等学校として東京高等学校が開校。学制改革で同校は東京大学に統合され、同校尋常科は東京大学附属中学校・高等学校に（現：東京大学教育学部附属中等教育学校）。
    - 大阪府立第十一高等女学校を開校。後に大阪府立阿倍野高等女学校と改称（現：大阪府立阿倍野高等学校）。
    - 大阪府立第十二高等女学校を開校。後に大阪府立生野高等女学校と改称（現：大阪府立勝山高等学校）。
    - 聖徳太子1300年忌記念事業として、四天王寺の吉田源應が天王寺高等女学校を設立（現：四天王寺中学校・高等学校）。
    - 八尾町立八尾女子技芸学校を設立（現：富山県立八尾高等学校）。

  - 4月1日
    - 鉄道敷設50周年記念事業として、鉄道教習所内に東京鐵道中学が開校。1944年（昭和19年）に東京育英中学校（現：芝浦工業大学附属中学高等学校）。
    - 大阪府立第十五中学校を設立。後に大阪府立住吉中学校と改称（現：大阪府立住吉高等学校）。
    - 旧制大村中学校の分校として大村中学諫早分校を設置（現：長崎県立諫早高等学校・附属中学校）。

  - 4月15日 - 北海道庁野付牛中学校を開校（現：北海道北見北斗高等学校）。
  - 6月20日 - 鳥取県立鳥取第二中学校を設立（現：鳥取県立鳥取東高等学校）。
- 1923年（大正12年）
  - 観音寺商業学校が設立認可（文部省告示第449号）される（現：香川県立観音寺中央高等学校）。
  - 静岡県立志太中学校が設立認可される（現：静岡県立藤枝東高等学校）。
  - 小県郡東部実科中学校を設立（現：長野県東御清翔高等学校）。
  - 梅村清光、中京商業学校を開校（現：中京大学附属中京高等学校）。
  - 下出民義に対し東邦商業学校の設立認可（現：東邦高等学校）。
  - 1月 - 神奈川県立横浜第三中学校を開校（現：神奈川県立横浜緑ケ丘高等学校）。
  - 3月10日 - 北海道庁立永山農業学校が設立認可される（現：北海道旭川農業高等学校）。
  - 3月19日 - 気仙沼町立気仙沼実科高等女学校が設立認可される（現：宮城県気仙沼高等学校）。
  - 4月
    - 北海道庁立稚内中学校を開校。1950年（昭和25年）、北海道立稚内女子高等学校（旧：北海道庁立稚内高等女学校）と統合（現：北海道稚内高等学校）。
    - 北海道稚内町立実科高等女学校を開校。1938年7月、道庁に移管され、北海道庁立稚内高等女学校と改称。1950年（昭和25年）、北海道立稚内高等学校と統合（現：北海道稚内高等学校）。
    - 大阪國學院、浪速中学校を開校（現：浪速高等学校・中学校）。

  - 4月14日 - 北海道庁立帯広中学校を開校（現：北海道帯広柏葉高等学校）。
  - 5月 - 児玉九十、明星実務学校を開校。1927年（昭和2年）に明星中学校に改組（現：明星中学校・高等学校）。
  - 5月1日 - 北海道常呂郡野付牛町女子職業学校が設立許可される（現：北海道北見柏陽高等学校）。
  - 11月20日 - 静岡県立浜松第二中学校が設立認可される（現：静岡県立浜松西高等学校・中等部）。
- 1924年（大正13年）
  - 第一東京市立中学校・第一東京市立高等女学校が開校。1943年（昭和18年）の東京都制施行で東京都立九段中学校・深川高等女学校、学制改革でそれぞれ東京都立九段高等学校（現：千代田区立九段中等教育学校）と東京都立深川女子高等学校（現：東京都立深川高等学校）に。
  - 高楠順次郎、築地本願寺に武蔵野女子学院を開校（現：武蔵野大学）。1927年（昭和2年）に高等女学校の設立が認可され、1929年（昭和4年）に北多摩郡保谷村へ移転（現：武蔵野大学中学校・高等学校）。
  - 2月6日 - 千葉県野田町立野田高等女学校が設立認可される。後に千葉県立野田高等学校と改称。2006年（平成18年）4月、千葉県立野田北高等学校と統合（現：千葉県立野田中央高等学校）。
  - 3月
    - 東京女子高等師範学校の同窓会・櫻蔭会を母体として桜蔭女学校が設立（現：桜蔭中学校・高等学校）。
    - 石動町立石動実科高等女学校が設立認可される（現：富山県立石動高等学校）。

  - 3月13日 - 北海道庁立岩見沢高等女学校が設立認可される（現：北海道岩見沢西高等学校）。
  - 4月10日 - 東葛飾郡柏町に千葉県立東葛飾中学校が開校（現：千葉県立東葛飾中学校・高等学校）。
  - 4月14日 - 第二東京市立中学校設置認可。東京都制施行で東京都立上野中学校、学制改革を経て東京都立上野高等学校。
  - 5月14日 - 東京市立京橋商業学校開校。1930年（昭和5年）に芝公園に移転し、1939年（昭和14年）に東京市立芝商業学校に（現：東京都立芝商業高等学校）。
  - 5月15日 - 成城学園の教員だった赤井米吉らが明星学園小学校を開校。小学校の最上級生の卒業に合わせて1928年（昭和3年）に中学部と女学部を併設。
- 1925年（大正14年）
  - 守屋荒美雄と村上周三郎、神田錦町に関東商業学校を開校。1939年（昭和14年）に江戸川区へ移転（現：関東第一高等学校）。
  - 2月6日 - 神奈川県藤沢町立実科高等女学校が設立認可される（神奈川県立藤沢高等学校を経て、2010年（平成22年）4月、神奈川県立大清水高等学校と統合、現：神奈川県立藤沢清流高等学校）。
  - 3月12日 - 兵庫県立第二神戸高等女学校が設立認可される（現：兵庫県立夢野台高等学校）。
  - 3月20日 - 鎮西高等女学校設立認可。学制改革で鎮西女子中学校・高等学校（現：敬愛中学校・高等学校）。
  - 4月8日 - 「秋田縣立角舘中學校」として開校（現：秋田県立角館高等学校）。
- 1926年（大正15年）
  - 3月12日 - 富良野実科高等女学校が設立認可される（現：北海道富良野高等学校）。
  - 3月15日 - 鳥取県女子師範学校併設鳥取県立八頭高等女学校を設立（現：鳥取県立八頭高等学校）。
  - 3月30日 - 福岡県宗像実業女学校（後の宗像高等女学校）が設立認可される（昭和24年8月31日に、当時男子校であった福岡県立宗像中学校・高等学校と統合）。
  - 4月
    - 矢野明、八王子和洋裁縫女学院を開校（現：八王子実践中学校・高等学校）。
    - 滝信四郎が丹羽郡古知野町に滝実業学校を開校（現：滝中学校・高等学校）。

  - 4月1日 - 三重県富州原町立実科高等女学校が設立認可。1942年（昭和17年）、四日市市立富洲原実科高等女学校と改称。1948年（昭和23年）、四日市市立高等女学校、三重県立富田中学校と統合（現：三重県立四日市高等学校）。
  - 4月7日 - 新潟県立十日町中学校が設立認可（文部省告示第230号）される（現：新潟県立十日町高等学校）。
  - 4月10日 - 神奈川県秦野町立実科高等女学校を開校（現：神奈川県立大秦野高等学校）。
  - 6月28日 - 福岡県立筑紫中学校が設立認可される（現：福岡県立筑紫丘高等学校）。
  - 11月30日 - 神奈川県程谷町立実科高等女学校を設立（現：横浜市立桜丘高等学校）。